# Агломерація Форталеза (мезорегіон)
Агломерація Форталеза (порт. Mesorregião Metropolitana de Fortaleza) — один із семи адміністративно-статистичних мезорегіонів бразильського штату Сеара. Його сформовано шляхом об'єднання одинадцяти муніципальних утворень, згрупованих в двох мікрорегіонах. Населення становить 3354091 чоловік на 2006 рік. Займає площу 3759,939 км². Густота населення — 892,1 чол./км².

## Склад мезорегіону
В мезорегіон входять наступні мікрорегіони:
1. Форталеза
2. Пакажус

| Бразилія | Це незавершена стаття з географії Бразилії. Ви можете допомогти проєкту, виправивши або дописавши її. |